# NGC 2982
NGC 2982 في الفهرس العام الجديد، هي مجرة، تقع في كوكبة الشراع. اكتشفت في 24 يونيو 1826 بواسطة جيمس دنلوب.

## روابط خارجية
- NGC 2982 على موقع ويكي سكاي: DSS2, SDSS, GALEX, IRAS, Hydrogen α, X-Ray, Astrophoto, Sky Map, Articles and images